# Camponogara
Camponogara – miejscowość i gmina we Włoszech, w regionie Wenecja Euganejska, w prowincji Wenecja.
Według danych na rok 2004 gminę zamieszkiwało 10 907 osób, 519,4 os./km².

## Miasta partnerskie
- Fossano, Włochy
- Vinkovci, Chorwacja